# Chevrolet Niva
La Chevrolet Niva è una autovettura prodotta a partire dal 1998 dalla casa automobilistica russa AvtoVaz.

## Storia
Dal'esordio nel 1998 fino al 2002 la vettura era venduta come VAZ-2123; in seguito dal 2003 è stata rimarchiata come Chevrolet Niva fino al 2020, quando AvtoVAZ (la società madre del marchio Lada che era in joint venture con la General Motors), l'ha rinominata Lada Niva II, dopo che General Motors ha venduto la sua quota del 50% nell'azienda.
Rispetto alla originale VAZ 2121/Niva dal quale deriva è dotata di una carrozzeria aggiornata e di un motore a benzina da 1,7 litri ad iniezione e di nuovi interni, ma mantenendo la trasmissione e la maggior parte della meccanica.
Nel 2003 l'auto ha ricevuto zero stelle su quattro nel programma russo di valutazione della sicurezza ARCAP.
Nel 2009 il modello ha ricevuto un piccolo aggiornamento, con un leggero restyling che è stato eseguito dallo studio Bertone apportando alcune piccole modifiche.
Nell'agosto 2020 Lada ha rilevato la produzione della Chevrolet Niva, ribattezzandola Lada Niva.